# Włodzimierz Karpiński

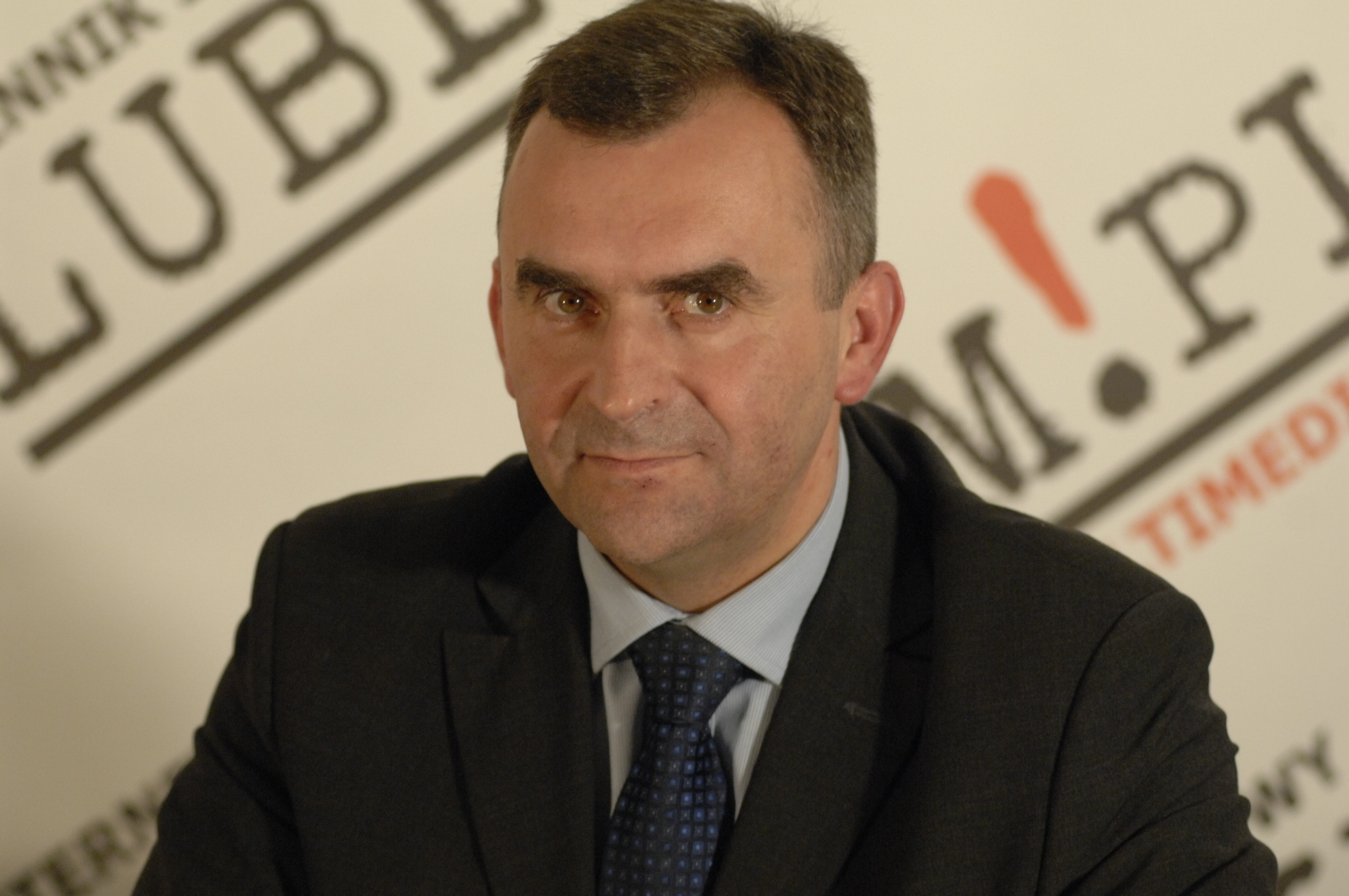
Włodzimierz Karpiński (2010)

Włodzimierz Witold Karpiński (* 16. November 1961 in Puławy) ist ein polnischer Politiker und Chemiker. Er ist Mitglied der Platforma Obywatelska. Er gehörte dem Sejm von 2005 bis 2019 in dessen V., VI., VII. und VIII. Wahlperiode an. Von 2023 bis 2024 war er Mitglied des Europaparlaments. Von 2013 bis 2015 war er Minister für Staatsvermögen.

## Leben und Beruf
Nach dem Abitur in seiner Geburtsstadt studierte Karpiński Chemie- und Verfahrenstechnik an der Technischen Universität Warschau und schloss das Studium 1990 ab. Daneben arbeitete er von 1986 bis 1989 für das Pharmaunternehmen Tarchomińskie Zakłady Farmaceutyczne Polfa. Von 1990 bis 1994 betrieb er ein eigenes Unternehmen. Ein Management-Studium an der Universität Warschau schloss er 1993 ab. Später war er als Manager in Unternehmen in Puławy und Lublin tätig. 2004 absolvierte er ein Aufbaustudium zum Thema „Verwaltung von Strukturfonds und das Recht der Europäischen Union“ an der Maria-Curie-Skłodowska-Universität. Zeitweise war er Mitglied des Vorstandes des Chemieunternehmens Zakłady Azotowe Puławy.
Karpiński ist verheiratet und hat fünf Söhne.

## Politik
Von 1994 bis 2002 war Karpiński Vizepräsident von Puławy und anschließend bis 2005 Mitglied des Stadtrates dort.
Włodzimierz Karpiński gehört seit 2001 der Platforma Obywatelska an. Bei der Parlamentswahl 2001 kandidierte er noch erfolglos für den Sejm. Bei den Parlamentswahlen 2005, 2007, 2011 und 2015 wurde er dann jeweils in den Sejm gewählt. Bei der Parlamentswahl 2019 kandidierte er nicht mehr und schied aus dem Sejm aus.
Karpiński war 2011 Staatssekretär im Ministerium für Inneres und Verwaltung und von 2011 bis 2013 Staatssekretär im Ministerium für Digitalisierung sowie von 2013 bis 2015 Minister für Staatsvermögen. Im Oktober 2013 wurde er zum Vorsitzenden der PO in der Woiwodschaft Lublin gewählt. Er übte dieses Amt bis 2017 aus. Bei der Europawahl 2019 wurde er auf der Liste „Koalicja Europejska“, an der sich die PO beteiligt hatte, nicht in das Europaparlament gewählt.
Karpiński war seit 2019 Vorsitzender der städtischen Müllabfuhr (MPO) in Warschau sowie seit 2021 Stadtsekretär. Er wurde von der Staatsanwaltschaft im Zuge der Ermittlungen zu einer Warschauer "Müll-Affäre" (afera śmieciowa) der Korruption verdächtigt und saß 2023 für 10 Monate in Untersuchungshaft. Am 16. November 2023 rückte er dann für Krzysztof Hetman, der in den Sejm gewählt worden war, aus der Untersuchungshaft in das Europaparlament nach. Diesem gehörte er bis zum Ende der Wahlperiode als Vertreter der EVP an. Ende Mai 2025 wurde gegen 17 Personen, darunter Karpiński und der langjährige Staatssekretär Rafał Baniak, in Sachen "Müll-Affäre" Anklage erhoben. Der Staatsanwaltschaft zufolge seien an Karpiński und zwei Vertraute insgesamt 5,2 Mio. Złoty Bestechungsgeld geflossen. Außerdem habe die Gruppe einen Mechanismus zur Geldwäsche im Umfang von 14,3 Mio. Złoty betrieben. Die verstrickten Firmen aus der Abfallwirtschaft haben durch Bestechung Verträge im Umfang von etwa 500 Mio. Złoty erhalten. 13 von 17 Angeklagten haben sich bisher schuldig bekannt.

## Ehrungen
- 2000 Silbernes Verdienstkreuz der Republik Polen[15]